# Funkcje hiperboliczne odwrotne

Wykresy polowych funkcji sinus, cosinus i tangens w kartezjańskim układzie współrzędnych

Wykresy polowych funkcji cotangens, secans i cosecans w kartezjańskim układzie współrzędnych

Funkcje hiperboliczne odwrotne, funkcje polowe, funkcje area, areafunkcje – funkcje odwrotne do hiperbolicznych, definiowane też poniższymi wzorami:
| Nazwa                        | Symbole                                    | Wzory | Funkcja odwrotna i przypis |
| ---------------------------- | ------------------------------------------ | --- | -------------------------- |
| area sinus hiperboliczny     | {\displaystyle \operatorname {arsinh} \ x} | {\displaystyle \ln(x+{\sqrt {x^{2}+1}})} | sinus hiperboliczny        |
| area cosinus hiperboliczny   | {\displaystyle \operatorname {arcosh} \ x} | {\displaystyle {\begin{aligned}&\ln(x+{\sqrt {x^{2}-1}})=\\&\ln(x+{\sqrt {x-1}}{\sqrt {x+1}})\end{aligned}}}                                                                                          | cosinus hiperboliczny      |
| area tangens hiperboliczny   | {\displaystyle \operatorname {artgh} \ x}  | {\displaystyle {\frac {1}{2}}\ln {\frac {1+x}{1-x}}} | tangens hiperboliczny      |
| area cotangens hiperboliczny | {\displaystyle \operatorname {arctgh} \ x} | {\displaystyle {\frac {1}{2}}\ln {\frac {x+1}{x-1}}} | cotangens hiperboliczny    |
| area secans hiperboliczny    | {\displaystyle \operatorname {arsech} \ x} | {\displaystyle {\begin{aligned}&\ln \left({\sqrt {{\frac {1}{x^{2}}}-1}}+{\frac {1}{x}}\right)=\\&\ln \left({\sqrt {{\frac {1}{x}}-1}}{\sqrt {{\frac {1}{x}}+1}}+{\frac {1}{x}}\right)\end{aligned}}} | secans hiperboliczny       |
| area cosecans hiperboliczny  | {\displaystyle \operatorname {arcsch} \ x} | {\displaystyle \ln \left({\sqrt {1+{\frac {1}{x^{2}}}}}+{\frac {1}{x}}\right)} | cosecans hiperboliczny     |

Funkcje polowe czerpią nazwę stąd, że można nimi obliczać pola odpowiednich wycinków hiperboli jednostkowej {\displaystyle x^{2}-y^{2}=1}. Analogicznie funkcje kołowe (cyklometryczne, odwrotne do trygonometrycznych) są równe polom wycinków koła jednostkowego {\displaystyle x^{2}+y^{2}=1.} Funkcje polowe znajdują też zastosowanie poza geometrią i matematyką czystą, np. w fizyce i elektrotechnice; przykładowo cosinus polowy pojawia się w jednym ze wzorów na pojemność elektryczną.

## Opis poszczególnych funkcji polowych

### Area sinus

Area sinus hiperboliczny

Dziedziną tej funkcji jest zbiór liczb rzeczywistych {\displaystyle \mathbb {R} .} Funkcja ta:
- jest nieparzysta;
- w punkcie {\displaystyle x=0} ma punkt przegięcia;
- jest rosnąca na całej dziedzinie;
- nie ma asymptot.

### Area cosinus

Area cosinus hiperboliczny, górna gałąź krzywej

Cosinus hiperboliczny jako funkcja parzysta nie jest odwracalny w sensie złożenia. Przez to rozróżnia się dwie gałęzie area cosinusa:
{\displaystyle {\begin{aligned}\operatorname {arcosh} \ x&=\pm \ln(x+{\sqrt {x^{2}-1}}),\\\operatorname {arcosh} _{1}\ x&=\ \ \ \ln(x+{\sqrt {x^{2}-1}}),\\\operatorname {arcosh} _{2}\ x&=-\ln(x+{\sqrt {x^{2}-1}}).\end{aligned}}}
Jeśli są traktowane jako funkcje rzeczywiste, to ich dziedziną jest przedział {\displaystyle [1,\infty ).} Funkcją odwrotną dla pierwszej gałęzi area cosinusa hiperbolicznego jest cosinus hiperboliczny dla argumentów większych od zera; dla drugiej gałęzi cosinus hiperboliczny dla argumentów mniejszych od zera.

### Area tangens

Area tangens hiperboliczny

Dziedziną tej funkcji jest przedział otwarty {\displaystyle (-1,1).} Funkcja ta:
- jest nieparzysta;
- jest rosnąca;
- ma dwie asymptoty i obie są pionowe: {\displaystyle x=-1,\;x=1.}

### Area cotangens

Area cotangens hiperboliczny

Dziedziną tej funkcji jest suma dwóch przedziałów otwartych: {\displaystyle (-\infty ,-1)\cup (1,\infty ).} Funkcja ta:
- nie ma ekstremów;
- nie ma przegięć;
- ma 3 asymptoty: {\displaystyle y=0,\;x=-1,\;x=1.}

### Area secans

Area secans hiperboliczny

Dziedziną tej funkcji jest przedział {\displaystyle (0,1].} Funkcja ma asymptotę o równaniu {\displaystyle x=0.}

### Area cosecans

Area cosecans hiperboliczny

Dziedziną tej funkcji jest {\displaystyle \mathbb {R} \setminus \{0\}.} Funkcja ma dwie asymptoty: {\displaystyle x=0} i {\displaystyle y=0.}

## Pochodne
| Funkcja polowa {\displaystyle f(x)}            | Funkcja pochodna {\displaystyle f'(x)}                            | Przypisy      |
| ---------------------------------------------- | ----------------------------------------------------------------- | ------------- |
| {\displaystyle \operatorname {arsinh} \ x}     | {\displaystyle {\frac {1}{\sqrt {x^{2}+1}}}=(1+x^{2})^{-1/2}}     | [ 10 ] [ 11 ] |
| {\displaystyle \operatorname {arcosh} _{1}\ x} | {\displaystyle {\frac {1}{\sqrt {x^{2}-1}}}=(x^{2}-1)^{-1/2}}     | [ 10 ] [ 11 ] |
| {\displaystyle \operatorname {arcosh} _{2}\ x} | {\displaystyle {\frac {-1}{\sqrt {x^{2}-1}}}=-(x^{2}-1)^{-1/2}}   | [ 10 ]        |
| {\displaystyle \operatorname {artgh} \ x}      | {\displaystyle {\frac {1}{1-x^{2}}}=(1-x^{2})^{-1}}               | [ 10 ] [ 11 ] |
| {\displaystyle \operatorname {arctgh} \ x}     | {\displaystyle {\frac {1}{1-x^{2}}}=(1-x^{2})^{-1}}               | [ 11 ]        |
| {\displaystyle \operatorname {arsech} \ x}     | {\displaystyle {\frac {-1}{x(x+1){\sqrt {\frac {1-x}{1+x}}}}}}    | [ 12 ]        |
| {\displaystyle \operatorname {arcsch} \ x}     | {\displaystyle {\frac {-1}{x^{2}{\sqrt {1+{\frac {1}{x^{2}}}}}}}} | [ 13 ]        |

## Związki z innymi funkcjami

### Całkifunkcji algebraicznych
{\displaystyle {\begin{aligned}\int {\frac {dx}{\sqrt {x^{2}+1}}}&=\operatorname {arsinh} \ x+C=\\&=\ln(x+{\sqrt {x^{2}+1}})+C\\\int {\frac {dx}{\sqrt {x^{2}-1}}}&=\operatorname {arcosh} \ x+C=\\&=\ln(x+{\sqrt {x^{2}-1}})+C\\\int {\sqrt {x^{2}+1}}\ dx&={\frac {1}{2}}\left(\operatorname {arsinh} \ x+x{\sqrt {x^{2}+1}}\right)+C\ {}=\\&={\frac {1}{2}}\left(\ln(x+{\sqrt {x^{2}+1}})+x{\sqrt {x^{2}+1}}\right)+C\\\int {\sqrt {x^{2}-1}}\ dx&={\frac {1}{2}}\left(-\operatorname {arcosh} \ x+x{\sqrt {x^{2}-1}}\right)+C\ {}=\\&={\frac {1}{2}}\left(-\ln(x+{\sqrt {x^{2}-1}})+x{\sqrt {x^{2}-1}}\right)+C\\\int {\frac {dx}{1-x^{2}}}&={\frac {1}{2}}\ln \left|{\frac {1+x}{1-x}}\right|+C=\\&={\begin{cases}\operatorname {artgh} \ x+C&\quad {\text{dla}}&\ |x|<1\\\operatorname {arctgh} \ x+C&\quad {\text{dla}}&\ |x|>1\end{cases}}\end{aligned}}}

### Funkcje kołowe
Wzór Eulera pozwala powiązać funkcje polowe z kołowymi (cyklometrycznymi) za pomocą jednostki urojonej {\displaystyle i}:
{\displaystyle {\begin{aligned}\operatorname {ar\ sinh} x&=-i\operatorname {arc\ sin} (ix)\\\operatorname {ar\ cosh} x&=\ \ \ i\operatorname {arc\ cos} x\\\operatorname {ar\ tgh} x&=-i\operatorname {arc\ tg} (ix)\end{aligned}}}